# كرة الماء في الألعاب الأولمبية الصيفية 2020
قالب:Infobox Olympic water polo tournament
أقيمت مباريات كرة الماء في الألعاب الأولمبية الصيفية 2020 في مركز طوكيو تاتسومي الدولي للسباحة الواقع في كوتو (طوكيو). تنافس في البطولة 22 فريقاً (12 فريقاً للرجال و10 فرق للسيدات)، بزيادة قدرها اثنان عن الدورات السابقة. كانت آخر مباراة في الأولمبياد قبل إقامة الحفل الختامي مباراة في كرة الماء.

## الجدول
جدول المباريات الذي تحدد في 9 مارس\آذار 2021.
| التاريخالمباراة | السبت 24 | الأحد 25 | الإثنين 26 | الثلاثاء 27 | الأربعاء 28 | الخميس 29 | الجمعة 30 | السبت 31 | الأحد 1 | الإثنين 2 | الثلاثاء 3 | الأربعاء 4 | الخميس 5 | الجمعة 6 | السبت 7 | السبت 7 | الأحد 8 | الأحد 8 |
| --------------- | -------- | -------- | ---------- | ----------- | ----------- | --------- | --------- | -------- | ------- | --------- | ---------- | ---------- | -------- | -------- | ------- | ------- | ------- | ------- |
| بطولة الرجال    |          | G        |            | G           |             | G         |           | G        |         | G         |            | ¼          |          | ½        |         |         | B       | F       |
| بطولة السيدات   | G        |          | G          |             | G           |           | G         |          | G       |           | ¼          |            | ½        |          | B       | F       |         |         |

## التأهيلات

### ملخص التأهيلات
| الدولة           | الرجال | السيدات | عدد اللاعبين |
| ---------------- | ------ | ------- | ------------ |
| أستراليا         | Yes    | Yes     | 26           |
| كندا             |        | Yes     | 13           |
| الصين            |        | Yes     | 13           |
| كرواتيا          | Yes    |         | 13           |
| اليونان          | Yes    |         | 13           |
| المجر            | Yes    | Yes     | 26           |
| إيطاليا          | Yes    |         | 13           |
| اليابان          | Yes    | Yes     | 26           |
| كازاخستان        | Yes    |         | 13           |
| الجبل الأسود     | Yes    |         | 13           |
| هولندا           |        | Yes     | 13           |
| تايوان           |        | Yes     | 13           |
| جنوب إفريقيا     | Yes    | Yes     | 26           |
| صربيا            | Yes    |         | 13           |
| إسبانيا          | Yes    | Yes     | 26           |
| الولايات المتحدة | Yes    | Yes     | 26           |
| المجموع: 16 NOCs | 12     | 10      | 286          |

## ملخص الميداليات

### جدول الميداليات
*   البلد المضيف (مضيف)
| المرتبة | فريق             | ذهبية | فضية | برونزية | المجموع |
| ------- | ---------------- | ----- | ---- | ------- | ------- |
| 1       | الولايات المتحدة | 1     | 0    | 0       | 1       |
| 1       | صربيا            | 1     | 0    | 0       | 1       |
| 3       | إسبانيا          | 0     | 1    | 0       | 1       |
| 3       | اليونان          | 0     | 1    | 0       | 1       |
| 5       | المجر            | 0     | 0    | 2       | 2       |
| المجموع | المجموع          | 2     | 2    | 2       | 6       |

### الحاصلون على الميداليات
| Event         | الذهبية | الفضية | البرونزية |
| ------------- | --- | --- | --- |
| بطولة الرجال  | صربيا · Milan Aleksić · Nikola Dedović · فيليب فيليبوفيتش · Nikola Jakšić · دوردي لازيتش · Dušan Mandić · Branislav Mitrović · Stefan Mitrović · دوشكو بييتلوفيتش · Gojko Pijetlović · Andrija Prlainović · Sava Ranđelović · Strahinja Rašović                   | اليونان · Stylianos Argyropoulos · Georgios Dervisis · Ioannis Fountoulis · Konstantinos Galanidis · Konstantinos Genidounias · Konstantinos Gkiouvetsis · Marios Kapotsis · Christodoulos Kolomvos · Konstantinos Mourikis · Alexandros Papanastasiou · Dimitrios Skoumpakis · Angelos Vlachopoulos · Emmanouil Zerdevas | المجر · Dániel Angyal · بيلاش إرديلي · Balázs Hárai · Norbert Hosnyánszky · Szilárd Jansik · Krisztián Manhercz · Tamás Mezei · فكتور ناغي · ماتياش پاستور ‏ · Márton Vámos · Dénes Varga · Soma Vogel · Gergő Zalánki           |
| بطولة السيدات | الولايات المتحدة · Rachel Fattal · Aria Fischer · ماكينزي فيشر · Kaleigh Gilchrist · Stephania Haralabidis · Paige Hauschild · أشلي جونسون (لاعبة كرة الماء) · Amanda Longan · مادي موسلمان · Jamie Neushul · Melissa Seidemann · Maggie Steffens · Alys Williams | إسبانيا · مارتا باش · آني إيسبار · Clara Espar · لورا إستير · Judith Forca · Maica García · إيرين غونزاليس · باولا ليتون · بياتريس أورتيز · ماريا ديل بيلار بينيا · Elena Ruiz · إلينا سانشيز · Roser Tarragó | المجر · Edina Gangl · Krisztina Garda · Gréta Gurisatti · Anikó Gyöngyössy · Anna Illés · Rita Keszthelyi · Dóra Leimeter · ألدا ماغياري · Rebecca Parkes · Nataša Rybanská · Dorottya Szilágyi · Gabriella Szűcs · Vanda Vályi |

### الترتيب النهائي
| المركز | الفريق           |
| ------ | ---------------- |
|        | صربيا            |
|        | اليونان          |
|        | المجر            |
| 4      | إسبانيا          |
| 5      | كرواتيا          |
| 6      | الولايات المتحدة |
| 7      | إيطاليا          |
| 8      | الجبل الأسود     |
| 9      | أستراليا         |
| 10     | اليابان          |
| 11     | كازاخستان        |
| 12     | جنوب إفريقيا     |

## وصلات خارجية
- Water Polo | Tokyo 2020 Olympics
- Tokyo 2020 | FINA